# Barbitistes serricauda
Barbitistes serricauda är en insektsart som först beskrevs av Johan Christian Fabricius 1794.  Barbitistes serricauda ingår i släktet Barbitistes och familjen vårtbitare. Inga underarter finns listade i Catalogue of Life.

## Bildgalleri

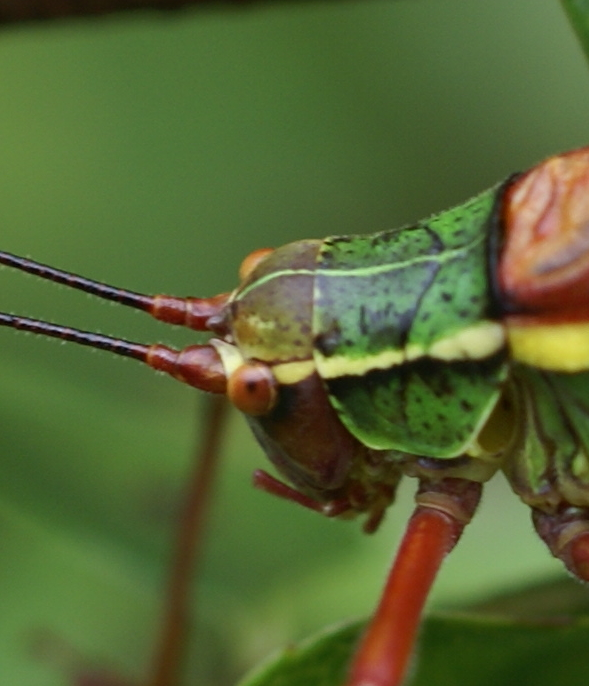
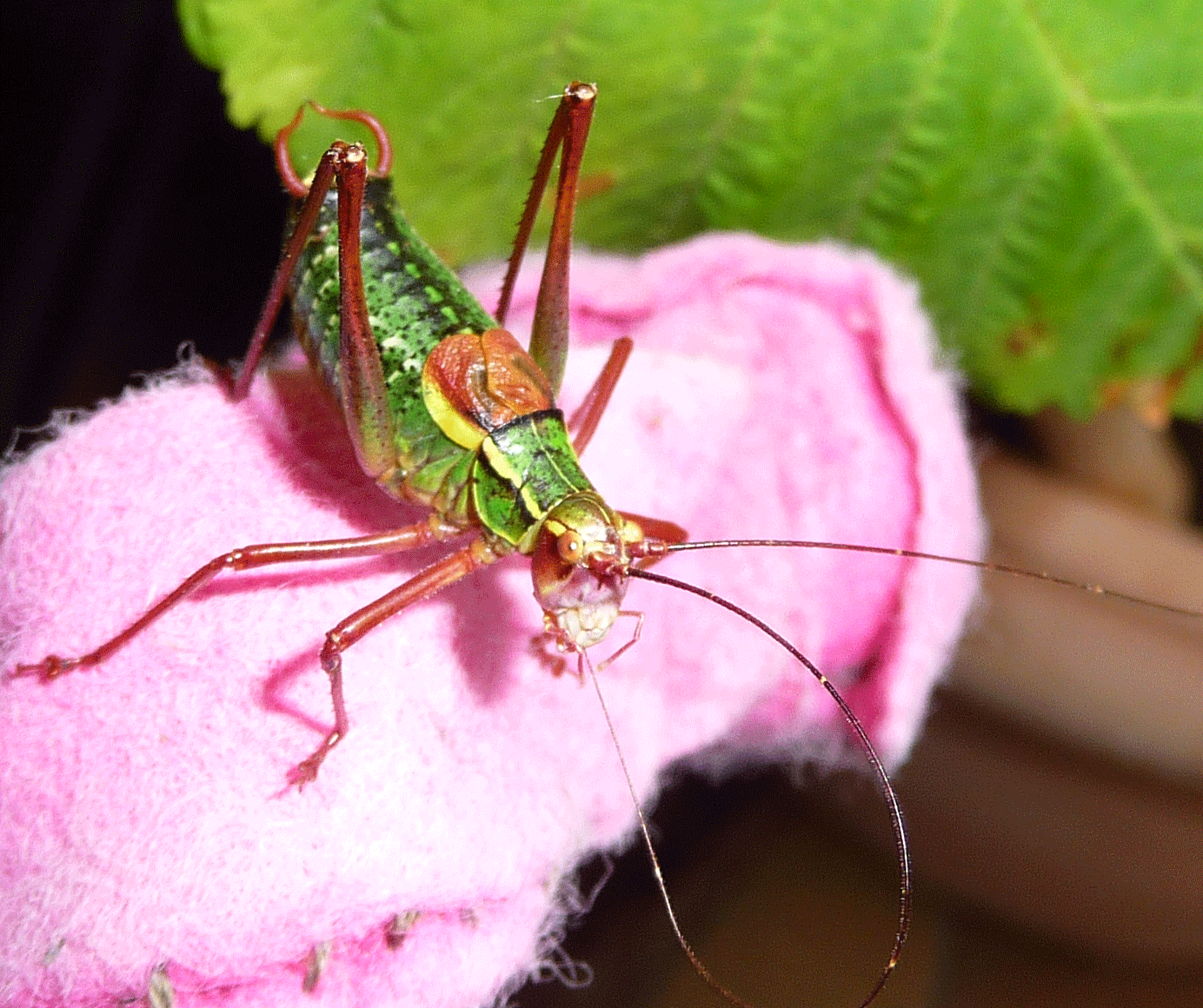
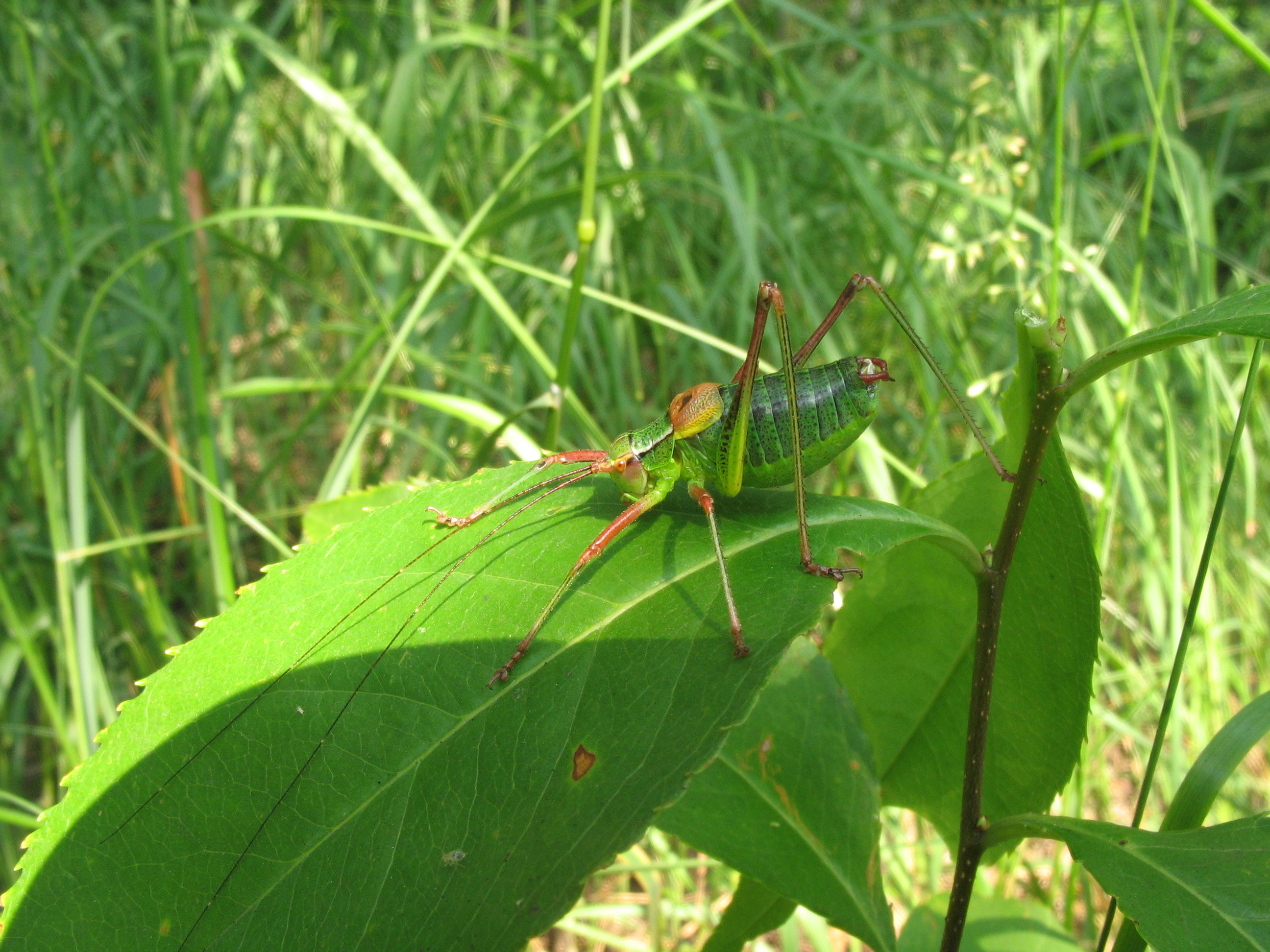
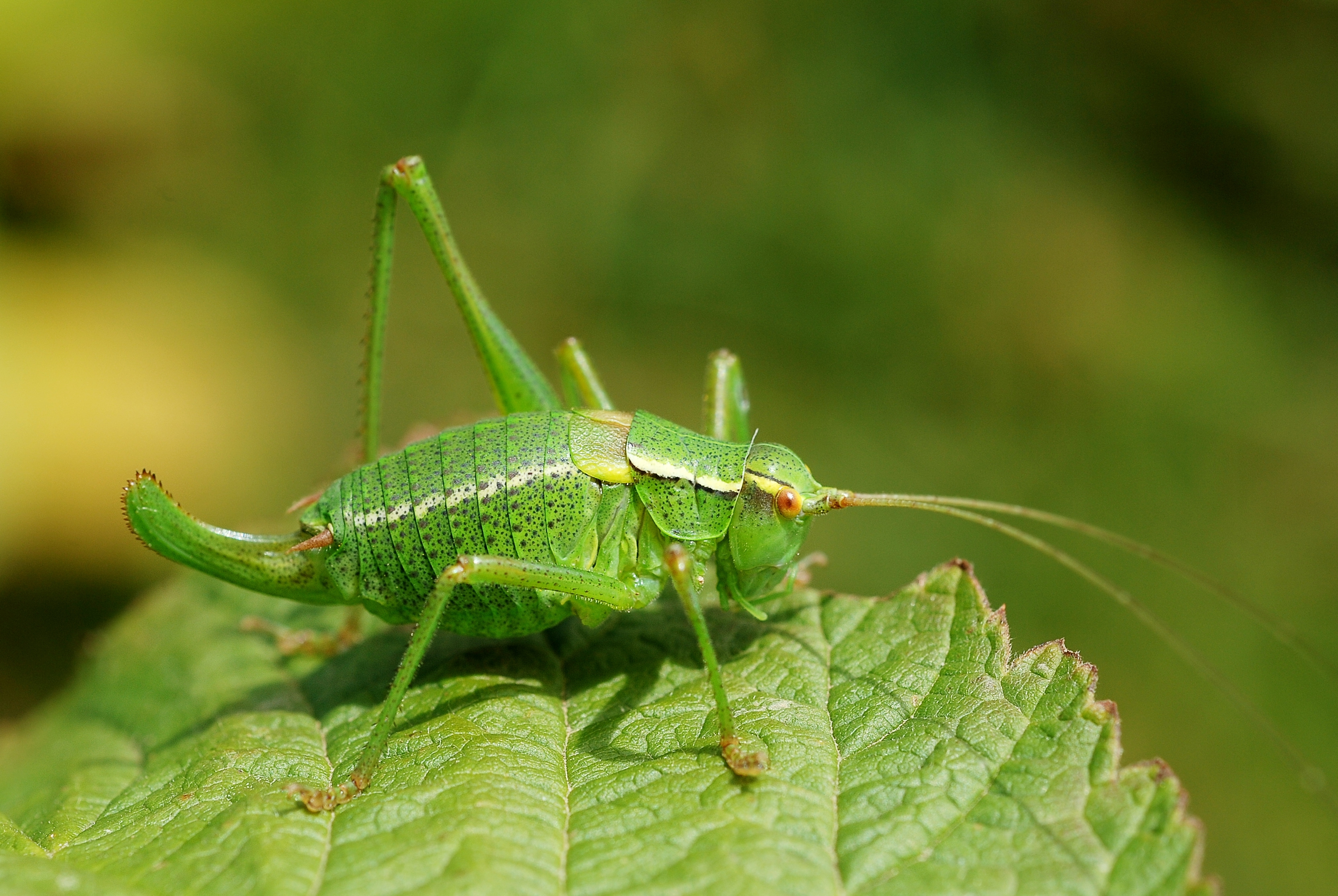
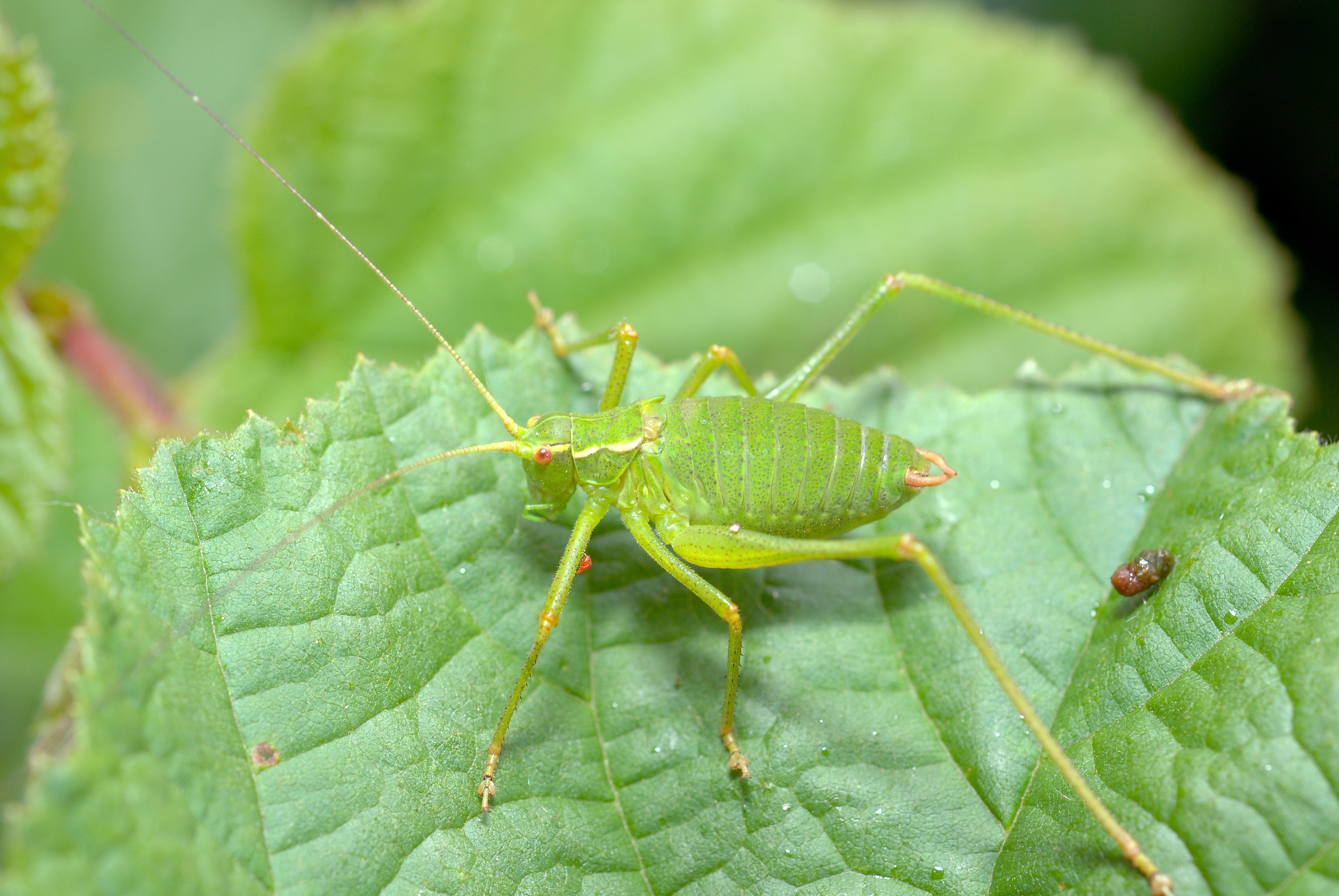